# Kate Fotso
Kate Kanyi-Tometi Fotso é uma empresária camaronesa que fundou a maior exportadora de cacau dos Camarões. Segundo a Forbes Africa, é a mulher mais rica dos Camarões e a 20ª pessoa mais rica da Francofonia Africana.

## Carreira
Fotso está envolvida na indústria do cacau há mais de 20 anos e é chamada de "dama de ferro do sector do cacau". Ela era casada com André Fotso, um empresário camaronês que fundou o TAF Investment Group e foi chefe da Associação dos Empregadores de Camarões. O seu marido morreu em 2 de agosto de 2016.
Fotso é fundadora e diretora da empresa Telcar Cocoa, a maior exportadora de grãos de cacau dos Camarões, responsável por 30% das exportações de cacau do país, com aproximadamente 48.000 toneladas de cacau exportadas em 2015–16. A Telcar trabalha em estreita parceria com a empresa de comércio norte-americana Cargill. Ela foi nomeada pelo presidente camaronês Paul Biya para representar os exportadores no conselho de diretores do porto autónomo de Kribi. Fotso também é accionista do Ecobank Cameroun e gerencia os investimentos e o capital que herdou do seu marido. Fotso também administra a iniciativa "Kargill Cocoa Promise", um esquema para melhorar a formação de trabalhadores agrícolas em Camarões, que resultou em 21.000 produtores de cacau treinados em 2011 e 2015.
Com um património líquido de US $ 252 milhões, segundo a Forbes Africa, Fotso é a mulher mais rica dos Camarões. Ela tem a 20ª maior fortuna da Francofonia Africana e é a primeira mulher a ser classificada entre os 30 primeiros na África Francofoniana ou África Subsaariana. Ela também foi nomeada como uma das dez pessoas mais influentes em Camarões pela edição francesa da Slate Magazine.